# 馬齊奧爾斯克
48°41′36″N 27°23′47″E / 48.69333°N 27.39639°E
馬齊奧爾斯克（烏克蘭語：Маціорськ）是位於烏克蘭西部的村莊，由赫梅利尼茨基州裡卡緬涅茨-波多利斯基區的新烏希察市鎮負責管轄。該村始建於1760年，面積1.07平方公里，海拔高度226米，2001年人口242。